# 中國船級社
中国船级社，是中华人民共和国交通运输部直屬事業單位，成立于1956年。该社是中國國家的非謀利船舶技術檢驗機構，亦是中國唯一從事船舶入級檢驗業務的專業機構。中國船級社是國際船級社協會10家正式會員之一。总部位于北京。

## 外部連結
- China Classification Society 中國船級社CCS （页面存档备份，存于）